# 147693 Piccioni
147693 Piccioni è un asteroide della fascia principale. Scoperto nel 2005, presenta un'orbita caratterizzata da un semiasse maggiore pari a 2,3088248 UA e da un'eccentricità di 0,1729364, inclinata di 4,75969° rispetto all'eclittica.